# Ma’ale Iron
Ma’ale Iron (hebr. מעלה עירון; arab. كفر قرع) – samorząd lokalny położony w dystrykcie Hajfa, w Izraelu.

## Położenie
Miasteczko leży w odległości 22 km na południowy wschód od miasta Hajfy.

## Demografia
Zgodnie z danymi Izraelskiego Centrum Danych Statystycznych w 2006 roku w osadzie żyło 11,8 tys. mieszkańców, wszyscy Arabowie.
Populacja osady pod względem wieku (dane z 2006):
| Wiek (w latach) | Procent populacji w % |
| --------------- | --------------------- |
| 0-4             | 13,9%                 |
| 5-9             | 15,1%                 |
| 10-14           | 12,6%                 |
| 15-19           | 9,4%                  |
| 20-29           | 15,0%                 |
| 30-44           | 20,0%                 |
| 45-59           | 9,4%                  |
| ponad 60        | 4,7%                  |

Źródło danych: Central Bureau of Statistics.